# Rue du Docteur-Landouzy
Pour les articles homonymes, voir Landouzy.
La rue du Docteur-Landouzy est une voie du 13e arrondissement de Paris située dans le quartier de la Maison-Blanche.

## Situation et accès

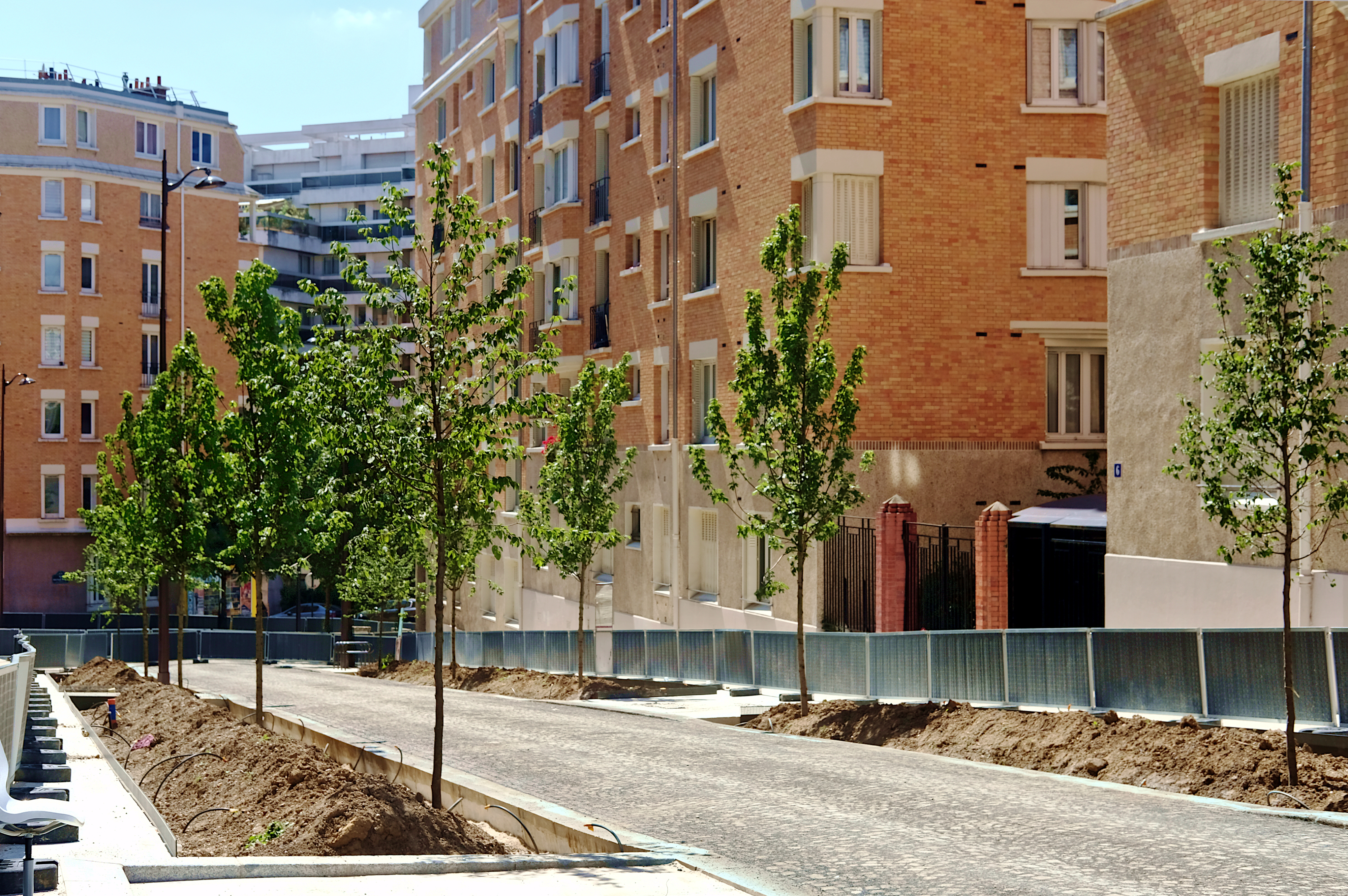
Autre vue de la rue en 2024.

La rue du Docteur-Landouzy est desservie à quelque distance par la ligne 7 à la station Maison Blanche.

## Origine du nom
Comme de nombreuses autres rues portant des noms de médecins dans cette zone située à proximité de l'ancien hôpital de la Croix-Rouge, devenu depuis hôpital privé des Peupliers, cette voie prend le nom d'un médecin, le docteur Louis Landouzy (1845-1917).

## Historique
La voie est ouverte en 1933 par l'Office public d'habitations de la Ville de Paris et prend sa dénomination actuelle la même année. 